# Lada
 For alternative betydninger, se Lada (flertydig). (Se også artikler, som begynder med Lada)
Lada er et russisk bilmærke produceret af AutoVAZ (VAZ = Volshky Automobilny Zavod – Volsky Automobil Fabrik – Russisk: Волжский автомобильный завод), som har en fabrik i byen Toljatti ved Volgafloden i det centrale Rusland. Siden 2001 har man samarbejdet med General Motors. I 2008 købte Renault 25% af aktierne i Lada-fabrikkerne. AvtoVAZ er den største bilproducent i Rusland og Østeuropa, med 25% markedsandel i Rusland i slutningen af 2009 . Årsproduktion i 2018 var på ca. 503 000 lette personbiler, hvilket udgør ca. en tredjedel af det totale antal i Rusland. I dag produceres største delen af AvtoVAZ biler ved fabrikken i Toljatti, dette inkluderer Lada Granta, Xray, Largus og SUV 4×4 (også kendt som Lada Niva), samt Renault Logan og Sandero, som i Danmark sælges under bilmærket Dacia, og Datsun On-Do og Mi-Do. AvtoVAZ har endnu en fabrik i den russiske by Izhevsk, hvor Lada Vesta produceres.
I 2019 faldt den årlige produktion i Toljatti med 8,7% til 413 000 biler, og tilsvarende faldt produktionen i Izhevsk med 2,2% til 128 000 biler.

## Historie
I starten at 1960'erne var der en stigende efterspørgsel af personbiler i flere Europæiske lande. Sovjetunionen havde allerede begyndt at tillade salg af personbiler til den almene borger i 1950'erne, men udvalget var på det tidspunkt begrænset til en relativ billig Moskvitch eller den markant dyrere GAZ-M20 Pobeda (russisk: Победа). Efterspørgslen på de billigere Moskvitch-biler var dog markant større, end hvad produktionen kunne følge med til, og derfor oprettede den sovjetiske stat allerede i 1950'erne bilmærket Zaporozhets (Russisk: Запорожец) med håbet om at skabe en ny folkets bil. Det var dog en meget begrænset succes, og selvom bilen var billig, var den ikke noget stort hit hos størstedelen af befolkningen, og en ny løsning måtte derfor findes. Det blev besluttet af søge ekspertise hos vesten til at skabe en helt ny bil, som det nye bilmærke AvtoVAZ (dengang VAZ) skulle producere.
Bilfabrikken var fra begyndelsen et samarbejde mellem Italien og Sovjetunionen og fabrikken blev grundlagt ved Volgaflodens bredder i 1966. En ny del af byen Toljatti, som er opkaldt efter en italiensk kommunist, blev bygget rundt om bilfabrikken, der skulle fremstille en folkevogn à la VW eller Citroën 2CV. Den ret lette Fiat 124 blev tilpasset til at klare de russiske køreforhold. Blandt mange ændringer var aluminiumsbremsetromler bagi, i stedet for skivebremsere, og en nydesignet motor med overliggende knastaksel. Affjedring og karosseri blev forstærket. I alt blev der lavet over 800 modificeringer og resultat var den første bil med navnet BAZ-2101.
Det blev starten på en lang række biler, som alle var baseret på den samme platform og alle disse biler kaldes "Zhiguli" (russisk: Жигули) i russisktalende lande. Den første bil VAZ-2101 blev kendt i vesten under eksportnavnet Lada 1200/1200s og 1300, hvor tallet refererer til motorstørrelsen 1,2L og 1,3L. Ligesom Fiat 124'ern havde alle de første "Zhiguli"-modeller baghjulstræk og delte mange andre komponenter.
Lada-designere beviste, at de havde originale ideer, da Lada Niva blev introduceret i 1978. Denne populære model er firehjulstrukket og udstyret med en 1,6L motor og senere med en 1,7 L motor og er stadig i produktion.
Baseret på succesen med Lada Niva designede ingeniørerne en ny platform med forhjulstræk, og i 1984 var den første bil med denne nye platform klar under navnet VAZ-2108, som i vesten kendt under eksportnavnet Lada Samara. Den nye motor blev designet og produceret af fabrikken og havde en enkelt overliggende knastaksel og rem i stedet for stålkæde. Forbrændingskamrene blev udviklet i samarbejde med Porsche, forenden blev udstyret med McPherson-ophæng og tandstangsstyretøj samt 4 eller 5 gear. Samara kunne fås som 3 og 5 dørs hatchback samt en 4 dørs sedan. Denne platform blev videreudviklet og brugt andre Lada modeller så som Lada 110. Sovjets sammenbrud forsinkede dog produktionen af den nye 110-serie, som kom med nyt karosseri og benzinindsprøjningsmotor som standard. Disse modeller produceres stadig. 110-serien blev ikke blevet solgt i de fleste vestlige lande, men modellen blev en succes i Rusland.
I 1988 introduceredes Lada Oka, en super mini lidt i stil med Fiat Panda og udstyret med en 2-cylindret 0,8 liters motor (en halv 1,6 Lada-motor)
1 marts 1970 var de første 10 biler under konstruktion, og produktionen var projekteret til at nå 660 tusinde biler om året i løbet at 70'erne, og i starten af 90'erne var produktionen oppe på 740 tusinde biler om året.

## Modeller
Lada er oprindeligt bare eksportbilmærket for AvtoVAZ-modeller, som i Sovjetunionen blev solgt under navnet VAZ-21xx, hvor xx var modelnummeret. Derfor er navngivningen lidt rodet, fordi nogle af eksportnavne dækkede over forskellige modeller. For eksempel er VAZ-2101 og VAZ-2103 to forskellige biler, men fordi de begge kunne fås med den samme 1,3L motor, blev de med denne konfiguration begge solgt som Lada 1300 og 1300S henholdsvis. Og både VAZ-2105 og VAZ-2017 blev eksporteret med samme navne. Ydermere var eksportnavne ikke ens i alle lande for nogle modeller. Derfor er det lettere at diskutere de sovjetiske Lada'er med deres VAZ modelnummer. Efter Sovjetunionens fald begyndte AvtoVAZ dog selv at sælge alle biler under Lada-mærket, selvom de stadig har et modelnummer som de sovjetiske modeller.

### VAZ-2101 (Lada 1200/1200S/1300)
Den første Lada, der blev produceret af AvtoVAZ, fik navnet VAZ-2101 og var kendt i Sovjetunionen under navnet "Zhiguli". Som nævnt tidligere fik alle Lada-modellerne, der var baseret på Fiat 124, dette kaldenavn, men mere specifikt fik denne første model også kaldenavnet "Kopejka" (russisk: Копейка) efter den mindste sovjetiske mønt 1 kopejka, hvilket er 1/100 af en rubel. Den blev produceret som firdørs sedan og var baseret på en Fiat 124. I Danmark er de forskellige varianter af VAZ-2101 (Lada 1200, 1200s og 1300) kendt som den klassiske Lada. I alt blev der prodcueret knapt 5 millioner af de forskellige varianter af VAZ-2101.
Den første serie med modelnummer VAZ-2101 og den blev produceret fra 1970 til 1982. I 1973 kom eksport versionen med navnet Lada 1200, som også kom til Danmark. Denne variant kom med en 1,2L firecylindret motor med overliggende knastaksel (noget Fiat'en ikke havde) og karburator, og producerede 59 hk, med en topfart på 137 km/t og 0–100 km/t på omkring 20 sekunder. Fik havde den skivebremser og bagtil tromlebremser, i modsætning til en Fiat 124, og affjedring blev blødere og bilen hævet. Der blev lavet yderligere ændringer for at tilpasse bilen til det russiske klima, i alt blev der lavet mere en 800 modifikationer. Bilen blev også bygget med tykkere stål, så den endte med at veje 945 kg, hvilket er 90 kg mere end en tilsvarende Fiat 124. Bilen blev så stort et hit at Toljatti-fabrikken ikke kunne følge med, og der var flere års ventetid for at få fingrende i en.
Efter få år kom en ny variant på markedet med navnet VAZ-21011, eksport navn Lada 1300. VAZ-21011 blev produceret fra 1974 til 1981 og den primære ændring var en "ny" 1,3L motor, blokken er den samme som før, men bare udboret. Det resulterede øget effekt på 69 hk og en topfart på 140 km/t. Der var også andre modificeringer så som ændringer af baglygterne, kølergitter, ekstra huller i under kølergitter og en mere simpel forkofanger samt andre mindre ændringer indvendig og udvendig.
Fra 1977 til 1988 blev VAZ-21013 procederet og blev eksporteret til vesten med navnet Lada 1200s. Denne model er næsten identisk til VAZ-21011, med den primære forskel, at den kom med den samme 1,2L motor som i en VAZ-2101.
Til lande med højrestyring kom der også to varianter VAZ-21012 og VAZ-21014, som er næsten identiske med VAZ-2101 og VAZ-21011 henholdsvist. Den primære forskel er, at de har højrestyring, men der blevet også lavet andre små ændringer for at tilpasse bilen til højrestyring. Disse modeller blev produceret fra 1974 til 1982, og de var ret populærere og blev solgt som Lada 1200 og Lada 1300.
Udover nogle andre special versioner, samt en pickup variant, så er det også hver at nævne, at der blev lavet to varianter med Wankelmotor til KGB. Disse modeller hed VAZ-21018 og VAZ-21019, den første havde en enkelt rotor Wankelmotor (motornavn: VAZ-311), som producerede 70 hk og den anden havde to rotorer (motornavn: VAZ-411), og den leverede 120 hk.

### VAZ-2102 (Lada 1200/1300/1500 Combi)
I 1971 kom der så en stationcar variant af VAZ-2101 med navnet VAZ-2102, den blev produceret indtil 1986. Den har kaldenavnet "Dvojka" (russisk: Двойка), som refererer til totallet i dens modelnummer. Den havde den samme 1,2L motor, men en lidt lavere gearing og havde derfor en topfart på 135 km/t. og fik eksportnavnet Lada 1200 Combi. I 1977 kom endnu en variant VAZ-21021 baseret på en VAZ-21011, og den havde derfor en 1,3L motor. Denne variant blev eksporteret som Lada 1300 Combi. Der kom yderligere en model med navnet VAZ-21023 i 1978, som var baseret på VAZ-2103, med en udboret 1,45L motor der producerede 77 hk og den blev eksporteret med navnet Lada 1500 Combi. Eksportmodellerne fik yderligere vinduesvisker og sprinkler bagi.

### VAZ-2103 (Lada 1200DL/1300S/1500)
I 1972 kom der en ny firedørs "Zhiguli" på markedet i form af VAZ-2103 med inspiration fra Fiat 124S. De to store forlygter blev udskiftet med 4 mindre forlygter, og interiøret fik også en væsentlig overhaling i forsøg på at gøre det til en lidt finere bil. Kaldenavnet var denne gang "Trojka" (russisk: Тройка), da de var den 3. bil i rækken.
Den første model VAZ-2103 var produceret fra 1972 indtil 1984 og kom med en ny 1,45L motor, der opnåede 1-100 på 19 sekunder og en topfart på 156 km/t takket være de 71 hk, som denne ny motor kunne levere. Denne model fik eksportnavnet Lada 1500. Denne model var en succes, især fordi den var set som prestigefuld end en VAZ-2101. Der var også en højrestyret model ved navn VAZ-21032.
Der kom også 2 andre modeller på markedet med mindre motorer fra den foregående model. I 1973 kom VAZ-21035, der blev produceret indtil 1981, med samme 1,2L motor som i en VAZ-2101, og den blev eksporteret som Lada 1200DL (DL = De Luxe). Den sidste model VAZ-21033 udkom i 1977 og blev bygget indtil 1983, og var en VAZ-2103 med en 1,3L VAZ-21011 motor. Denne model fik eksportnavnet LADA 1300s.

### VAZ-2104 (Lada Nova Combi i Danmark)
I 1984 udkom der en stationcar variant af VAZ-2015, som havde mange forskellige eksport navne, men hos Toljatti er den kendt som VAZ-2104. Derfor fik den kaldenavnet "Chetvorka" (russisk: Четвёрка), som den fjerde bil i rækken, selvom den først udkom efter VAZ-2105. Den blev produceret helt ind til 2012, bemærk at, udover i Rusland blev, denne model også blev produceret i Egypten og Ukraine . I Danmark har den navnet Lada Nova Combi.
Basismodellen hed VAZ-2104 og var udstyret med en 1,3L med 64 hk fra en VAZ-2015, karburator og en firetrins gearkasse, men der var mange forskellige varianter. En lidt finere variant var VAZ-21043, der kom med en 4- eller 5-trins gearkasse, interiør og front fra en VAZ-2107. Til eksport var der en variant ved navn VAZ-21044 med en 1,7L motor med enkeltpunktsinjektion, i stedet for karburator, en 5-trins gearkasse og en topfart på 158 km/t. Enkeltpunktsinjektion gjorde at denne model overholdt Euro-1 emissionsstandarden. En variant med en 1,8L motor var også på tegnebrættet, men den kom aldrig på markedet. Der var også 2 varianter med benzinindsprøjtning VAZ-21041i, der kom med en 1,6L motor, og VAZ-21041 VF med en 1,5L motor og de kom med samme frontgitter, elektrisk udstyr og interiør som i en VAZ-2107. Benzinindsprøjtning gjorde at denne variant overholdt Euro-2 emissionsstandarden.
Der blev også lavet 2 varianter med dieselmotor, VAZ-21045D havde en 1,5L dieselmotor og en 5-trins gearkasse, og VAZ-21048 kom med en 1,77L dieselmotor med samme gearkasse.
Af højrestyrede modeller var der VAZ-21042 med en 1,5L motor, VAZ-21046 med en 1,3L motor fra en VAZ-2013, begge med 4-trins gearkasse. Der kom også en enkelt højrestyrede med en femtrins gearkasse og en 1,5L motor med modelnummer VAZ-21047, eksportmodellen havde samme frontgitter en VAZ-2107.

### VAZ-2105 (Lada Nova i Danmark)
VAZ-2105 er en firedørs sedan, der blev produceret fra 1979 til 2010. I Danmark blev bilen kaldt Lada Nova, men den havde mange andre eksportnavne. Den har kaldenavnet "Pjatorka" (russisk: Пятёрка), som referer til, at det er den femte. Ligesom VAZ-2104 var blev denne bil produceret i Rusland, Ukraine og Egypten. I modsætning til dens forgængere, gjorde denne model op med de runde forlygter, og de blev erstattet af et firkantet lygtehus. Baglygterne blev ligeledes indkapslet i et enkelt firkantet lygtehus i hver side. Denne model kom til at se væsentligt anderledes ud, selvom platformen stadig var den samme, men væk var de fine kromdele, som blev udskriftet med sort plast eller malet metal, og forkofangeren blev lavet i aluminium. Disse ændringer havde blandt andet til formål at holde produktionsomkostninger ned og optimere produktion. Der blev lavet en ny motor, som i stedet for kæde benyttede en tandrem til at drive knastakslen. For første gang bagrudeopvarmning standard, og hovedstøtten på forsæderne kunne justeres.
Standardmodellen hed VAZ-2105 og var udstyret med en 1,3L motor med 64 hk, karburator og en 4-trins gearkasse. Ønskede man en 5-trins gearkasse kunne de fås i en VAZ-21050. Der blev også produceret VAZ-21051, med en 1,2L motor fra en VAZ-2101 (Lada 1200), og VAZ-21053 med med en 1,3L motor fra en VAZ-2103 (Lada 1300S). Der blev også lavet 2 varianter med benzinindsprøjtning, som overholdt Euro-2 emissionsstandarden, disse var VAZ-21053-20 med en 1,5L motor der ydede 71 hk, og VAZ-21054-30 med en 1,6L motor der ydede 82 hk. Begge disse varianter var udstyret med en 5-trins gearkasse.
Til det højrestyrede markedet blev Lada Riva introduceret, dette navn dækker over 2 varianter. Den ene model hed VAZ-21057, var en højrestyret eksport variant af VAZ-21053, men med enkeltpunktsinjektion, hvilket gjorde at den overholdt Euro-1 emissionsstandarden. Den anden variant hed VAZ-21058 og var en højrestyret eksport version af VAZ-21050.
Der blev også udviklet en racerbil variant af VAZ-2105, som fik navnet Lada VFTS. Denne variant blev bygget på en fabrik i Vilnius under vejledning af den legendariske sovjetiske racerkører Stasys Brundza. De blev bygget til at overholde Gruppe B standarden. Den benyttede motoren fra en VAZ-2106, og havde dobbelt karburator. Motoren var 1,6L og ydede 160 hk (ved 7000 rpm), og den kom med enten en 4-trins eller 5-trins gearkasse. For at reducere vægt kunne denne også komme med aluminiumsdøre.

### VAZ-2106 (Lada 1600/1300SL)
I 1976 kom videreudviklingen af VAZ-2103 på markedet i form at VAZ-2106, og eksport modellen kom til at hedde Lada 1600. Den har kaldenavnet "Sestjorka" (russisk: Шестёрка), som referer til, at det er den sjette. Den blev produceret ved Toljatti-fabrikken indtil 2001 og ved Izhevsk-fabrikken indtil 2006, og den var er hit i østblokken og var anset som den mest komfortable og prestigefyldte bil, bortset fra de luksuriøse GAZ og ZIL biler. Udvendigt adskilte den sig fra VAZ-2103 med dens mindre frontgitter, plastik rundt om forlygterne, og lygtehuset bag blev bredere og inkluderede baklys. Krom var en mangelvare, så der var en af grundene til, at der kom flere plastikdele på bilen, og frontkofangeren blev også ændret. Indvendig fik forsæderne justerbare hovedstøtter for første gang. Standardmodellen kom med en ny 1,6L motor med karburator, som leverede anstændige 75 hk og en topfart på 156 km/t. Denne motor blev også brugt i den meget populære Lada Niva (VAZ-2121), og der var flere komponenter som Lada Niva arvede.
Der kom også en række modificerede varianter, så som VAZ-21061 med en 1,45L motor fra en VAZ-2103 med 72 hk. Eksportversionen fik et opgraderet trim, og i nogle tilfælde vinduesviskere til forlygter. Der blev også lavet en special version VAZ 21061-37 til det canadiske marked med en unik aluminium forkofanger, denne kofanger nåede dog også et mindre antal andre eksportmodeller. En højrestyret variant af VAZ-2106 blev lavet med modelnummeret VAZ-21062, samt en højrestyret variant af VAZ-21061 med modelnummer VAZ-21064.
Endnu en variant var BAZ-21063, som blev eksporteret som Lada 1300SL (SL = Super Luxe), og den blev udstyret med en opgraderet version at motoren fra VAZ-21011. Denne variant fik elektrisk blæser til køling af motoren, olietryksensor, ændret udstødning og samme kofanger som på en VAZ-2105. Den højrestyrede eksport variant fik modelnummeret VAZ-21066.
Fra 1990 til 2001 blev der også produceret en opgraderet variant med modelnummer VAZ-21065, som fik en 5-trins gearkasse, en kraftigere generator, ny karburator, halogen forlygter, opvarmet bagrude samt en del andre mindre modificeringer. Hjulene fik den fra en VAZ-2105 og i de fleste tilfælde fik de en aluminiumkofanger, men i nogle eksemplarer blev den leveret med en modificeret kofanger fra en Lada Niva. Denne model blev også lavet med den modificerede 1,3L motor fra VAZ-2103, og modelnummeret på denne variant var VAZ-21065-01.

### VAZ-2107 (Lada Nova i Danmark)
AvtoVAZ ønskede at lave en mere luksuriøs bil, der skulle erstatte VAZ-2103 og være en slags sovjetisk konkurrent til bilmærker som for eksempel Mercedes. Baseret på VAZ-2105 kom den opgraderede VAZ-2107 til verden, med et kromlignende frontgitter og bedre komfort, som følge af en ny type sæder og en mere kraftfuld motor. Grundet den ligheder med VAZ-2105 beholdt eksportmodellerne de samme navne, og den fik kaldenavnet "Semjorka" (russisk: Семёрка), som referer til, at det er den syvende model. Dette blev den sidste af de klassiske modeller, der alle var baghjulstrukne og baseret på Fiat 124'ern. Det blev også den hurtigste model (udover Lada VFTS), da en special variant blev lavet til politiet og KGB med en 140 hk 1,3L Wankelmotor, 5-trins gearkasse, og den havde en topfart på 180 km/t og have modelnummer VAZ-20179. VAZ-2017 blev igen produceret i Rusland, Egypten og Ukraine. De første modeller blev bygget i Toljatti i 1982, og de sidste modeller blev produceret under licens i Egypten fra 2006 til 2014. Rusland og Ukraine stoppede produktionen i 2012.
Standardmodellen VAZ-2107 kom med en 1,5L motor med karburator identisk med den fra VAZ-21043, med en 4-trins gearkasse og den leverede 72 hk. Der var også end anden 1,5L variant VAZ-2107-20, der kom med enkeltpunktsinjektion og overholdt Euro-2 emissionsstandarden. Af andre varianter kom VAZ-21072 med en 1,3L motor med tandrem i stedet for kæde, som der var de fleste andre modeller. Det britiske marked fik VAZ-21077, som var den en højrestyret model af 1,3L udgaven. Til eksport til det europæiske marked kom der en variant med en 1,7L, enkeltpunktsinjektion og en 5-trins gearkasse, og denne variant hed VAZ-21073. I 2007 udkom den sidste 1,6L variant med indsprøjtning og katalysator.
Der blev også lavet samtlige modeller med en 1,6L motor. VAZ-21074 var basisudgaven med karburator, men der blev også lavet to andre modeller med benzinindsprøjtning. Den ene hed VAZ-21074-20 og overholdt Euro-2, og den anden hed VAZ-21074-30 og overholdt Euro-3 standarden. Det britiske marked fik kun en højrestyret variant af basisudgaven ved navn VAZ-21078 med karburator.

### Lada Niva
Denne legendariske firehjulstrækker har været i produktion siden 1977, og produceres og sælges stadig den dag i dag under navnet Lada 4×4. Denne model er blevet solgt under mange navne, men Lada Niva er dog det meste kendte navn og dækker over samtlige udgaver, som alle har rod i den oprindelige VAZ-2121. Dette var den første platform, som AvtoVAZ selv designede fra et blankt stykke papir, i modsætning til Zhilguli-modellerne der har rod i Fiat 124. Lada Niva er det første masseproducerede offroad køretøj, der kombinerede unibody design med uafhængig front affjedring med spiralfjedre. Den er i dag den ældste firehjulstrækker, der stadig produceres i dens oprindelig form.
I starten af 1970'erne havde man som almen borger i Sovjetunionen valget mellem en billige Zaporozhet, en af de meget populære Zhiguli-biler eller en Moskvitch, men alle disse biler var alle designede til primært bykørsel på relativt pæne veje, efter sovjetiske standarder. På markedet manglede der en bil, til dem der levede i de mere underudviklede område, hvor vejene var i meget ringe stand, eller slet ikke eksisterede. Lada Niva skulle være en bil til at løse dette problem, en bil der kunne komme frem overalt.
Den oprindelige Lada Niva med modelnummer VAZ-2121, var en 3-dørs offroader med en 1,6L motor med 80 hk, baseret på motoren fra en VAZ-2106, og en topfart på 132 km/t. Den havde firehjulstræk, en 4-trins gearkasse (med lav og høj gearings funktionalitet) og differentialelås. Den delte mange komponenter med VAZ-2016 så som kofanger, baglygter og interiør. Senere kom VAZ-21213 med en 1,7L motor og en 5-trins gearkasse i 1994. Der kom også andre ændringer, bl.a. fik den nye baglygter til dem den stadig bliver produceret med i dag. Den blev videreudviklet hen ad vejen, så den kunne følge med de mere strikse emissionsstandarder. I 2014 fik bilen en endnu en større opdatering, bl.a. en ny bagkofanger og det nye navn Lada 4×4. Der er igennem tiden blevet produceret et utal af forskellige varianter af denne bil.
Der blev også lavet en forlænget 5-dørs variant af Lada Niva med modelnummer VAZ-2131, og var baseret på VAZ-21213 og kom med den samme 1,7L motor. Denne forlængede variant var en halv meter længere, hvilket forøgede bagage plads, og den fik også en støre 65L brændstoftank. Der kom også enkelte varianter med en 1,8L motor. I 2016 fik denne model en overhaling og det nye navn Lada 4×4 5D.

## Aktuel udvikling
Da Lada kunne sælge til private forhandlere, planlagde man i 1993 produktionen af en supermini (VAZ 1116). Den finansielle krise i 1998 afbrød udviklingen, og man satsede nu på udviklingen af Lada Kalina-serien, som pr. juni 2007 sælges i Tyskland og var planlagt til introduktion i Danmark. Kalina bygges på en helt ny fabrik med 1,6 l motorer og kan fås som hatchback, sedan og stationcar.
Efter to år uden salg af en eneste Lada i Danmark, valgte den danske importør i marts 2010 at stoppe salget helt.

## Eksterne links
- Wikimedia Commons har flere filer relateret til Lada
- Lada i Danmark Arkiveret 17. december 2014 hos  Wayback Machine